# Egosoft
Egosoft est une entreprise allemande de développement de jeux vidéo, fondée en 1988 par Bernd Lehahn et siégeant à Würselen.
Egosoft est connu pour sa série des X, une série de jeux de simulation spatiale de gestion, de commerce et de combat. Elle débute en 1999 avec X: Beyond the Frontier. Plusieurs suites sont sorties depuis, la dernière étant X4: Foundations, publiée en 2018.

## Historique
Egosoft est fondé en 1988 à Wüselen par Bernd Lehahn, ce qui en fait le second plus ancien développeur de jeux vidéo allemand, après Blue Byte.

## Ludographie
| Titre                         | Année | Plates-formes         | Éditeur              |
| ----------------------------- | ----- | --------------------- | -------------------- |
| Hotel Detective               | 1988  | Amiga                 |                      |
| Fatal Heritage                | 1990  | Amiga                 |                      |
| UGH!                          | 1992  | Amiga, MS-DOS         |                      |
| Flies – Attack on Earth       | 1993  | Amiga, MS-DOS         | Rainbow Arts         |
| Imperium Romanum              | 1996  | MS-DOS                | Rainbow Arts         |
| X: Beyond the Frontier        | 1999  | Windows               | THQ                  |
| X-Tension                     | 2000  | Windows               | THQ                  |
| X2: The Threat                | 2003  | Windows, Linux, macOS | Deep Silver, Enlight |
| X2: The Return                | 2005  | Windows, Linux, macOS | Deep Silver, Enlight |
| X3: Reunion                   | 2005  | Windows, Linux, macOS | Deep Silver, Enlight |
| X3: Terran Conflict           | 2008  | Windows, Linux, macOS | Deep Silver, Enlight |
| X3: Albion Prelude            | 2011  | Windows, Linux, macOS | Deep Silver, Enlight |
| X Rebirth                     | 2013  | Windows, Linux, macOS | Egosoft              |
| X Rebirth: The Teladi Outpost | 2014  | Windows, Linux, macOS | Egosoft              |
| X Rebirth: Home of Light      | 2016  | Windows, Linux, macOS | Egosoft              |
| X4: Foundations               | 2018  | Windows, SteamOS      | Egosoft              |
| X4: Split Vendetta            | 2020  | Windows, SteamOS      | Egosoft              |
| X4: Le berceau de l'Humanité  | 2021  | Windows, SteamOS      | Egosoft              |
| X4: Vagues d'Avarice          | 2022  | Windows, SteamOS      | Egosoft              |
| X4: Kingdom End               | 2023  | Windows, SteamOS      | Egosoft              |
| X4: Timelines                 | 2024  | Windows, SteamOS      | Egosoft              |
| X4: Hyperion                  | 2024  | Windows, SteamOS      | Egosoft              |